# Jacob Mabe

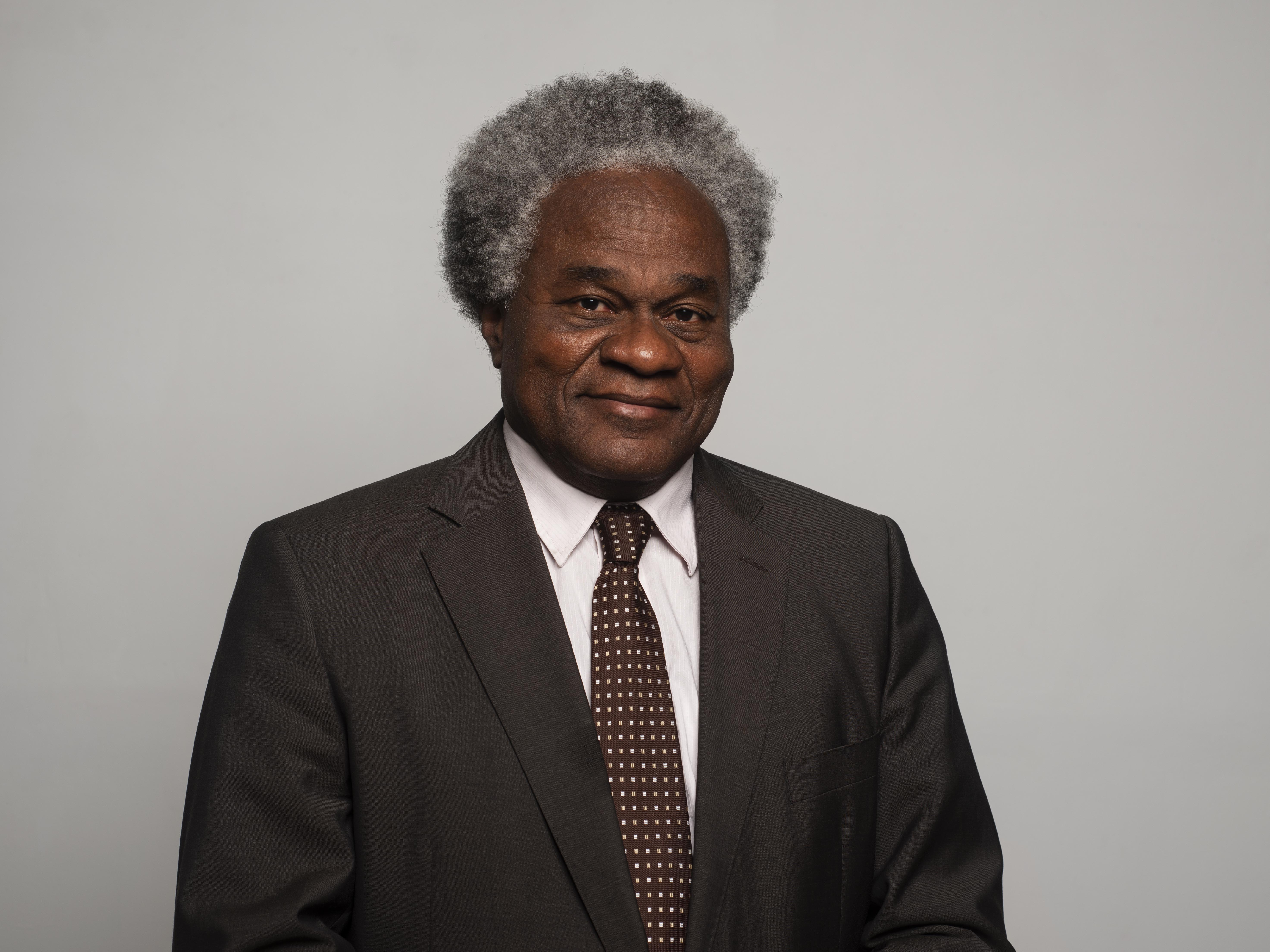
Jacob Emmanuel Mabe (Mai 2022)

Jacob Emmanuel Mabe (* 26. Mai 1959 in Mandoumba, Gemeinde Matomb, Region Centre, Kamerun) ist Politikwissenschaftler und Philosoph. Er hat das erste postkoloniale, deutschsprachige Afrika-Lexikon herausgegeben. Mabe ist Präsident der Anton-Wilhelm-Amo-Gesellschaft und war bis 2011 auch Präsident der Deutschen Gesellschaft für französischsprachige Philosophie (DGFP).

## Leben
Mabe ging in Bitoutouk, Mom, Makak und Nkong-Mondo (Douala) zur Schule. Er lernte Deutsch und erhielt eines Tages den Landespreis als bester Schüler im Fach Deutsch.

„Daraufhin
wurde ich nach Deutschland eingeladen, um das Land kennenzulernen,
dessen Sprache ich bereits konnte. Dies war mein erster Kontakt mit
Deutschland und daraufhin habe ich mich dann dazu entschlossen, in Deutschland zu studieren.“

Vor dem Studium in Deutschland unterrichtete er 1981–1983 Deutsch, Französisch und Geschichte in Douala. Er studierte danach von 1983 bis 1986 in München Philosophie und Politikwissenschaften. 1989–1991 war Mabe wissenschaftliche Hilfskraft am Lehrstuhl für Philosophie und politische Theorie der Universität München, dem Institut für Politische Wissenschaft. 1989 erhielt er sein Diplom sc.pol.univ.an der Universität München. Von 1990 bis 1992 bekam Mabe ein Promotionsstipendium der Gottlieb Daimler- und Carl Benz-Stiftung. 1992 promovierte Mabe im Fach Politikwissenschaft an der Universität Augsburg. 1992–1994 war Mabe Forschungsstipendiat der Firma Siemens AG im Unternehmensbereich Kraftwerk-Union (KWU). Von 1994 bis 1995 arbeitete er als Sicherheitsmitarbeiter bei Raab Karcher-Sicherheit GmbH und war gleichzeitig Lehrbeauftragter für Philosophie an der Universität Frankfurt am Main. 1996 folgte seine Promotion im Fach Philosophie an der Universität München. 1996 wurde Mabe Lehrbeauftragter für allgemeine Philosophie an der RWTH Aachen. Ab 2000 übte er seine Lehrtätigkeit an der Humboldt-Universität und an der Freien Universität Berlin aus. 1996–2001 war Mabe außerdem als freier Sachverständiger und Wissenschaftler tätig und arbeitete ferner am Afrika-Lexikon als Herausgeber für den Verlag J.B. Metzler in Stuttgart. Seit 2001 war er Jury-Mitglied des Russell-Tribunals zur Frage der Menschenrechte in Berlin. Von 2002 an arbeitete Mabe an seiner Habilitationsschrift Schriftliche und mündliche Formen philosophischen Denkens in Afrika. 2004 habilitierte er sich und erhielt die Lehrbefugnis für das Gesamtfach Interkulturelle Philosophie an der TU Berlin.
Mabe beteiligte sich darüber hinaus an Projekten wie Die Darstellung Afrikas in deutschen Schulbüchern im Auftrag der Konrad-Adenauer-Stiftung. Von 2005 bis 2007 war Mabe Präsidialrat der Gesellschaft für Transfer Immateriellen Vermögens e. V. und Mitglied des wissenschaftlichen Beirates der KADMOS Mittelstands-Förderungsgesellschaft mbH. Im November 2007 war er Dozent für den internationalen Diplomatenlehrgang des Auswärtigen Amtes und seit 2007 Freier Mitarbeiter des Tagesspiegels Berlin GmbH.
Im Mai 2008 wurde Mabe Präsident der 1998 mitbegründeten Deutsche Gesellschaft für französischsprachige Philosophie e. V. mit Sitz in Berlin und im Mai 2008 Präsident der Anton-Wilhelm-Amo-Gesellschaft e. V. mit Sitz in Berlin. Seit 2007 ist Mabe Mitglied des African Networks for Information Ethics (ANIE) mit Sitz an der University of Pretoria (Südafrika).
Mabe ist verheiratet und Vater eines Kindes.

## Philosophieren
Mabe möchte mit seiner Schrift Denken mit dem Körper den Leser anregen, Vorurteile über Afrika abzubauen und vertraute Sichten in Frage zu stellen. Die Afrikaner sind sich bei allen Unterschieden in ihren Auffassungen darin einig, dass sie sich wandeln müssen, wenn sie „im globalen Wettbewerb überleben“ möchten. Werte, die an unhinterfragte Autoritäten und heilige Traditionen gebunden sind, sind dafür ungeeignet. Es gibt aber universelle Werte, die ihre Wurzeln in Afrika haben. Diese sind kulturell aufweisbar – Mabe charakterisiert sie als probativ und apodiktisch – und sie können für alle Menschen Gültigkeit haben. Er verweist u. a. auf die afrikanisch-ägyptische Kultur, auf Karthager und Numidier, der die europäische Philosophie, Wissenschaft und Ethik Universelles verdankt. Umgekehrt verdanken die Afrikaner ihre kulturelle Vielfalt der Begegnung mit anderen Völkern. Moderne Vertreter des afrikanischen Werteuniversalismus waren der Senegalese Cheikh Anta Diop und Amadou Hampâté Bâ aus Mali.

### Einheit von Körper und Geist
Die Cartesianische Trennung in Körper und Geist gab es für die Afrikaner nicht. Die Basis ihres Philosophierens waren in der Vergangenheit das Zusammenwirken von natürlichem Rhythmus, Reflexion und Handeln. Die mündlichen Überlieferungen berichten von einem Menschen, der ein durch und durch biologisch rhythmisiertes Lebewesen ist. 

„Der Afrikaner denkt und handelt mit seinem Körper. ...Der Rhythmus … verschmilzt die Reflexionen des Intellekts und die Aktionen des Körpers zu einer Symbiose. … Wer mit dem Körper denkt, entwickelt aus sich selbst heraus Lebensfreude und kultiviert einen Instinkt für Wohlsein, Frieden und harmonische Beziehungen zu seinesgleichen und zur Natur.“

 Das ist das afrikanische Angebot an andere Völker. Das Wirken dieses Ansatzes ist nur erlebend zugänglich. Die schriftliche Quellen dafür basieren auf den mündlichen und fügen die jeweils eigenen Sichten ihres Autors hinzu.

### Zeit und Denken
Die Zeit verbindet ein traditioneller Afrikaner mit dem Genuss des natürlichen Rhythmusgefühles, seiner biologischen „Urkraft“. Die Zeit ist je nach dem ein Geschenk des Himmels oder der Natur. Ereignisse werden zu Zeitpunkten und Markern für Zeitrechnungen. Der eigene Schatten, das Fußmaß, natürliche Zyklen (Menstruation, Regenzeit, Erntezeit, Saatzeit) dienen als Maße für unterschiedlich lange Zeitabschnitte. Das körperliche Empfinden für den biologischen Rhythmus bestimmt die Zeitdauer für Trauer, Feste, Zeremonien und den musikalischen Rhythmus. Afrikaner haben so die Zeit, die anderen die Uhr. Denken entsteht aus dem empfundenen (Lebens-)Rhythmus. Auf diese Weise bleibt die Zeit des Nachdenkens über die eigene Lebensgestaltung flexibles Eigentum jedes Menschen, das wiederum Lust auf eine durch dieses Nachdenken verbesserte Fortsetzung des biologischen Rhythmus’, auf Weiterleben macht. Die Distanz zur Uhrzeit ist im Umgang mit andern Völkern ein Problem, dessen Lösung nicht immer gelingt.

### Folgen des Kolonialismus für das afrikanische Philosophieren
Das Eindringen der Europäer veränderte die philosophisch-kulturelle Entwicklung Afrikas grundlegend. Die Eliten Afrikas sind so sehr an europäisches Denken angepasst worden, dass sie in europäischen Bildungssystemen und Werten das Heil Afrikas sehen. In den Augen dieser Eliten stellt die afrikanische Kultur nichts zur Verfügung, was einer Weiterentwicklung Afrikas dienen könnte. Neben diesen Abendlandsfreunden gibt es die Abendlandsfeinde. Sie sind Amerikaner, Asiaten und Europäer afrikanischer Abstammung, die gegen den Eurozentrismus kämpfen, um ihre eigenen Bindungen an Afrika lebendig zu erhalten. Ferner gibt es Protoafrikaner, die in Afrika leben. Sie präsentieren sich gern als authentisch denkende Afrikaner. Sie haben untereinander wenig Gemeinsames anzubieten. Schließlich gibt es die philanthropischen Universalisten, zu denen auch Mabe gehört. Sie arbeiten am Ideal eines universalistischen Menschenbildes. Sie möchten aber auch die gegenseitige völker- und kulturtranszendente Loyalität unter den Völkern fördern. Deshalb entwickeln sie gemeinsam Konzepte der Achtung und Akzeptanz.

### Interkulturelles Philosophieren
siehe: Interkulturelle Philosophie
Die Quelle des Denkens und der Lebensgestaltung ist der natürlich-biologische Rhythmus. Daraus folgt, der Mensch kann gar nicht anders, er „ist dazu verdammt“, eigenständige und selbstverantwortete Lebensformen zu finden. Denken kann so in der Gegenwart kulturneutrale Werte für alle produzieren. Das Zusammenführen von mündlichen und schriftlichen Formen der jeweils eigenen Kultur – Konvergenz genannt – ist der Weg zu allgemeinen Werten innerhalb der eigenen Kultur. Die interkulturelle Philosophie baut darauf, neben dem Gebrauch vorhandener kultureller Werte ganz andersartige, alternative Werte und unbekannte Lebensformen zu finden bzw. zu erfinden. Mabe’s Grundlagenforschung in der afrikanischen Kultur, in der europäischen Kolonial- und Entwicklungspolitik dient u. a. der Erforschung von Werten, die ein gemeinsames Handeln aller Völker möglich machen können.

## Publikationen
- Croire au Cameroun et Construire son Avenir – Réflexions Inspiratrices pour un Changement de Politique, Verlag WOO PUBLISHING, Berlin 2022, ISBN 978-3-946880-65-3 (Hardcover), ISBN 978-3-946880-64-6 (Paperback).
- Wilhelm Anton Amo interkulturell gelesen, verbesserte und aktualisierte Auflage, Verlag WOO PUBLISHING, Berlin 2020, ISBN 978-3-946880-61-5.
- Apologie de la raison (ed.), Verlag Traugott Bautz, Nordhausen 2015, ISBN 978-3-88309-998-9.
- Anton Wilhelm Amo, Verlag Traugott Bautz, Nordhausen 2014, ISBN 978-3-88309-938-5.
- Warum lernt und lehrt man Deutsch in Afrika? (Hrsg.), Verlag Traugott Bautz, Nordhausen 2014, ISBN 978-3-88309-926-2.
- Buchbeitrag: Zur Theorie und Praxis interkultureller Philosophie. aus Hamid Reza Yousefi und Klaus Fischer (Hrsg.), Interkulturalität. Diskussionsfelder eines umfassenden Begriffs, Verlag Traugott Bautz, Nordhausen 2010, ISBN 978-3-88309-577-6.
- Denken mit dem Körper - Eine kleine Geistesgeschichte Afrikas, Verlag Traugott Bautz, Nordhausen 2010, ISBN 978-3-88309-586-8.
- Wilhelm Anton Amo interkulturell gelesen, (IKB Band 31), Verlag Traugott Bautz, Nordhausen 2007, ISBN 978-3-88309-202-7.
- Was wissen Europäer kulturell von Afrika? München 2006.
- Sicherheitsdenken in der afrikanischen Philosophie und Geistesgeschichte. München 2006.
- Entwicklungspolitik als Katalysator der europäisch-afrikanischen Beziehungen. München 2006.
- Vom kollektiven Gedächtnis zur Konvergenzhistorik – Afrikanische und europäische Erinnerungen an den Kolonialismus philosophisch hinterfragt. München 2005.
- Das Afrika-Lexikon. Ein Kontinent in 1000 Stichwörtern. Stuttgart und Wuppertal 2001 (Sonderdruck 2004).
- Das kleine Afrika-Lexikon: Politik, Gesellschaft, Wirtschaft. Bundeszentrale für Politische Bildung. 2002 und 2004.
- Kulturentwicklung nach Jean-Jacques Rousseau. In ihrem Bezug auf die gesellschaftlichen Entwicklungen in Afrika. Stuttgart 1996.
- Bevölkerungswachstum, technologische Entwicklung und Energiebedarfsdeckung in Afrika. Fallstudie am Beispiel der Republik Kamerun. Frankfurt am Main 1993.
- Deutsche Entwicklungspolitik in Kamerun. Theorie und Praxis. Frankfurt am Main 1993.